# ASIAN KUNG-FU GENERATION presents NANO-MUGEN COMPILATION 2008
『ASIAN KUNG-FU GENERATION presents NANO-MUGEN COMPILATION 2008』（アジアン・カンフー・ジェネレーション プレゼンツ ナノ ムゲン コンピレーション にせんはち）は、ASIAN KUNG-FU GENERATIONが開催するロック・フェスティバル「NANO-MUGEN FES.2008」に出演する全アーティストによる、コンピレーション・アルバムである。2008年7月9日にキューンレコードから発売された。初回限定盤はステッカー封入。

## 収録曲
1. 夏蝉 / ASIAN KUNG-FU GENERATION
作詞：後藤正文 作曲：後藤正文・山田貴洋
2. Sayonara 90's / アナログフィッシュ
作詞：下岡晃 作曲：アナログフィッシュ
3. あと10秒で / ART-SCHOOL
作詞・作曲：木下理樹
4. You Can't Have It All / ASH
作詞・作曲：ティム・ウィーラー(Tim Wheeler)
5. Mr. Feather / ELLEGARDEN
作詞・作曲：細美武士
6. All Time Lows / hellogoodbye
作詞・作曲：フォレスト・クライン(Forrest Kline)
7. DO THE PANIC / PHANTOM PLANET
作詞・作曲：アレクサンダー・グリーンウォルド(Alexander Greenwald)
8. ACROSS THE SKY / SPACE COWBOY
作詞・作曲：SPACE COWBOY
9. Laurentech / SPECIAL OTHERS
作曲：SPECIAL OTHERS
10. My Friends / Stereophonics
作詞・作曲：ケリー・ジョーンズ(Kelly Jones)
11. ALIBI / ストレイテナー
作詞・作曲：ホリエアツシ
12. Semi-Charmed Life / Third Eye Blind
作詞・作曲：スティーブン・ジェンキンス(Stephan Jenkins)
13. Parachute / トクマルシューゴ
作詞・作曲：トクマルシューゴ
14. MASHitUP / THE YOUNG PUNX!
作詞・作曲：ハル・リットソン(Hal Ritson)・ラウラ・キッド(Laura Kidd)・ミケーレ・バルダッジ(Michele Balduzzi)
15. RIWO / 8otto
作詞・作曲：マエノソノマサキ
16. Punishment / 9mm Parabellum Bullet
作詞：菅原卓郎 作曲：9mm Parabellum Bullet